# Präriespitzmaus

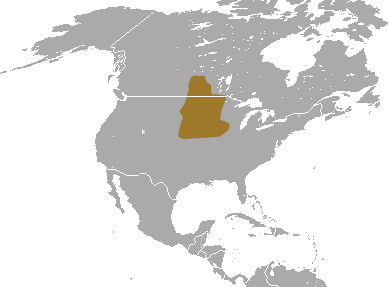
Verbreitungsgebiet der Präriespitzmaus

Die Präriespitzmaus (Sorex haydeni) ist ein Säugetier in der Gattung der Rotzahnspitzmäuse, das in Nordamerika verbreitet ist. Sie kann leicht mit der Amerikanischen Maskenspitzmaus (Sorex cinereus) verwechselt werden. Bis in die 1980er Jahr wurden beide Arten synonym geführt.

## Merkmale
Erwachsene Exemplare sind mit Schwanz 77 bis 101 mm lang, die Schwanzlänge beträgt 25 bis 38 mm und das Gewicht variiert zwischen 2 und 5 g. Die Art hat 9 bis 12 mm lange Hinterfüße und Ohren von 7 bis 8 mm Länge. Das braune Fell des Rückens wird zu den Seiten hin heller und die Unterseite ist weißlich. Am Ende des braunen Schwanzes befindet sich eine Quaste. Verglichen mit der Amerikanischen Maskenspitzmaus hat die Präriespitzmaus einen verhältnismäßig kürzeren Schwanz und eine hellere Quaste. Eindeutig lassen sich die Arten nur durch abweichende Schädelmerkmale unterscheiden. Zur Bestimmung ist auch hilfreich, dass die Präriespitzmaus selten in Wäldern und Baumgruppen auftritt.

## Verbreitung
Das Verbreitungsgebiet liegt vorwiegend in den Great Plains und reicht von Alberta, Saskatchewan und Manitoba in Kanada bis in den Norden von Colorado, Kansas und Missouri in den Vereinigten Staaten. Im Jahr 2003 in New Mexico gefundene Exemplare zählen möglicherweise zu dieser Art. Diese Spitzmaus hält sich in Prärien, Parkanlagen, Wiesen an Wasserläufen und auf zeitweise überfluteten Grasflächen auf. Sie besucht selten die Randbereiche von Wäldern.

## Lebensweise
Das gewöhnliche Nahrungsspektrum reicht von Insekten, Würmern, Weichtieren bis zu Tausendfüßlern. Gelegentlich werden kleine Wirbeltiere und Pflanzenteile gefressen. Die Präriespitzmaus hält keinen Winterschlaf und ist vorwiegend am Morgen und am Nachmittag aktiv. In der Fortpflanzungszeit von April bis September oder Oktober können bei Weibchen ein bis drei Würfe vorkommen. Pro Wurf werden nach 19 bis 22 Tagen Trächtigkeit vier bis zehn Nachkommen geboren. Jungtiere erhalten etwa 20 Tage Muttermilch und sind nach etwa 30 Tagen selbstständig. Das für mehrere Rotzahnspitzmäuse beobachtete Verhalten, der Mutter im Gänsemarsch zu folgen, ist auch von dieser Art bekannt. Dabei hält sich jedes Tier am Fell neben dem Schwanzansatz des vorderen Tieres fest. Das tassenförmige Nest aus verwobenen Pflanzen mit einem Durchmesser von 6 bis 10 Zentimeter, wird in Erdlöchern, in Felsspalten oder unter Holzklötzen versteckt.
Die Art wird von Eulen und vermutlich von anderen Raubvögeln, Schlangen, Kojoten und Hauskatzen gejagt. Die meisten Säugetiere lassen sich von ihrem Geruch abschrecken.

## Gefährdung
Die IUCN listet die Präriespitzmaus als nicht gefährdet (least concern) aufgrund fehlender Bedrohungen und einer stabilen Gesamtpopulation.